# 193 p.n.e.
| [ Edytuj tabelę ] |                                                                          |
| Król Baktrii      | - 200 p.n.e. Demetriusz I 190 p.n.e.                                     |
| Król Bitynii      | - 229 p.n.e. Prusjasz I 182 p.n.e.                                       |
| Cesarz Chin       | - 195 p.n.e. Han Huidi 188 p.n.e.                                        |
| Władca Egiptu     | - 204 p.n.e. Ptolemeusz V 180 p.n.e. - 194 p.n.e. Kleopatra I 176 p.n.e. |
| Król Ilirii       | - 206 p.n.e. Pleuratos III 181 p.n.e.                                    |
| Król Kapadocji    | - 220 p.n.e. Ariarates IV 163 p.n.e.                                     |
| Władca Korei      | - 194 p.n.e. Wiman 161 p.n.e.                                            |
| Król Macedonii    | - 221 p.n.e. Filip V 179 p.n.e.                                          |
| Król Numidii      | - 206 p.n.e. Masynissa 148 p.n.e.                                        |
| Król Partów       | - 217 p.n.e. Arsakes II 191 p.n.e.                                       |
| Władca Pergamonu  | - 197 p.n.e. Eumenes II 159 p.n.e.                                       |
| Król Pontu        | - 220 p.n.e. Mitrydates III 185 p.n.e.                                   |
| Władca Seleucydów | - 223 p.n.e. Antioch III Wielki 187 p.n.e.                               |
| Król Sparty       | - 207 p.n.e. Nabis 192 p.n.e.                                            |

Rok 193 p.n.e.
stulecia: III wiek p.n.e. ~
II wiek p.n.e. ~
I wiek p.n.e.

lata: 203 p.n.e. «
197 p.n.e. «
196 p.n.e. «
195 p.n.e. «
194 p.n.e. «
193 p.n.e. »
192 p.n.e. »
191 p.n.e. »
190 p.n.e. »
189 p.n.e. »
183 p.n.e.

## Wydarzenia
- bitwa pod Ilipą, Rzymianie zwyciężyli Iberyjczyków
- bitwa pod Toletum
- Bitwa pod Mutiną, Rzymianie zwyciężyli Bejotów
- budowa portu rzecznego, tzw. emporion w Rzymie
- w Grecji zbudowano pierwszy młyn wodny
- budowa Portyku Emiliańskiego w Rzymie